# Luxor Cab Manufacturing Company
Luxor Cab Manufacturing Company war ein US-amerikanischer Hersteller von Automobilen.

## Unternehmensgeschichte
Das Unternehmen wurde 1924 in Hagerstown in Maryland gegründet. Beteiligt waren Allie S. Freed, Mickey Heidt, Joseph Sapinsky als Vizepräsident sowie Mathias Peter Moller, der die M. P. Moller Motor Car Company leitete. Im gleichen Jahr begann die Produktion von Automobilen. Der Markenname lautete Luxor für Taxis. Noch im gleichen Jahr wurde die Produktion in ein Werk der R. H. Long Company in Framingham in Massachusetts verlegt. Dort entstanden nun auch Personenkraftwagen, die Standish genannt wurden.
1925 wurde der Standish aufgegeben. Im November 1925 wurde das Werk von Long erworben. Im Sommer 1926 begann die Insolvenz. 1927 endete die Produktion.

## Fahrzeuge

### Markenname Luxor
Dies waren Taxis. Sie hatten einen Vierzylindermotor von Buda. Das Fahrgestell hatte 290 cm Radstand. Zur Wahl standen Limousine für 2695 US-Dollar und Landaulet für 2795 Dollar.

### Markenname Standish
Die Fahrzeuge ähnelten dem Dagmar von Mollers Gesellschaft. Sie hatten einen Sechszylindermotor von der Continental Motors Company. Eine Limousine wurde fertiggestellt, sowie möglicherweise ein offener Phaeton.